# Adair (Iowa)
Adair és una població dels Estats Units a l'estat d'Iowa. Segons el cens del 2000 tenia 839 habitants.

## Demografia
Segons el cens del 2000, Adair tenia 839 habitants, 366 habitatges, i 214 famílies. La densitat de població era de 147,2 habitants per km².
Dels 366 habitatges en un 29,5% hi vivien nens de menys de 18 anys, en un 51,4% hi vivien parelles casades, en un 5,7% dones solteres, i en un 41,5% no eren unitats familiars. En el 39,1% dels habitatges hi vivien persones soles el 21% de les quals corresponia a persones de 65 anys o més que vivien soles. El nombre mitjà de persones vivint en cada habitatge era de 2,97 i el nombre mitjà de persones que vivien en cada família era de 3,51.
Per edats la població es repartia de la següent manera: un 22,2% tenia menys de 18 anys, un 17,3% entre 18 i 24, un 24,3% entre 25 i 44, un 22,5% de 45 a 60 i un 13,7% 65 anys o més.
L'edat mediana era de 39 anys. Per cada 100 dones de 18 o més anys hi havia 95,5 homes.
La renda mediana per habitatge era de 31.319 $ i la renda mediana per família de 42.847 $. Els homes tenien una renda mediana de 27.083 $ mentre que les dones 22.941 $. La renda per capita de la població era de 15.557 $. Entorn del 2,5% de les famílies i el 6,5% de la població estaven per davall del llindar de pobresa.

## Poblacions més properes
El següent diagrama mostra les poblacions més properes.